# حد و مرزها را پس بزن
حد و مرزها را پس بزن (به انگلیسی: Push The Limits) آهنگی خلق‌شده به وسیلهٔ پروژهٔ موسیقی انیگما و محصول سال ۲۰۰۰ می‌باشد. این تک‌آهنگ، دومین تک‌آهنگی بود که از آلبوم The Screen Behind the Mirror منتشر می‌شد.

## فهرست تک‌آهنگی
- سی دی تک‌آهنگی دو ترانه‌ای

1. "میکس ای‌تی‌بی" – 8:30
2. "نسخهٔ آلبومی" – 6:25

- سی دی تک‌آهنگی دو ترانه‌ای

1. "نسخهٔ رادیویی" – 3:54
2. "ریمیکس رادیویی ای‌تی‌بی" – 3:35

- سی دی تک‌آهنگی سه ترانه‌ای

1. "نسخهٰ رادیویی"
2. "ریمیکس رادیویی ای‌تی‌بی"
3. "ریمیکس ای‌تی‌بی"

- سی دی تک‌آهنگی چهار ترانه‌ای

1. "نسخهٰ رادیویی"
2. "ریمیکس ای‌تی‌بی"
3. "نسخهٔ آلبومی"
4. "ریمیکس رادیویی ای‌تی‌بی"
5. "Multimedia: The Video" (قابل دسترسی در بعضی نسخه‌ها)